# Сорсо
Со̀рсо (на италиански: Sorso; на сардински: Sòssu, Сосу) е град и община в Южна Италия, провинция Сасари, автономен регион и остров Сардиния. Разположен е на 136 m надморска височина. Населението на общината е 14 388 души (към 2013 г.).